# 共形映射

直角網格(頂部)和它在共形映射 f 下的像(底部)。可看出 f 把以 90°相交的成對的線映射成仍以 90°相交的成對曲線。

数学上，共形变换（英語：Conformal map）或稱保角变换，來自於流体力学和几何学的概念，是一个保持角度不变的映射。
更正式的说，一个映射
{\displaystyle w=f(z)\,}
称为在 {\displaystyle z_{0}\,} 共形(或者保角)，如果它保持穿过 {\displaystyle z_{0}\,} 的曲线间的定向角度，以及它们的取向也就是说方向。共形变换保持了角度以及无穷小物体的形状，但是不一定保持它们的尺寸。
共形的性质可以用坐标变换的导数矩阵雅可比矩阵的术语来表述。如果变换的雅可比矩阵处处都是一个标量乘以一个旋转矩阵，则变换是共形的。

## 制图
在测绘学中，一个共形变换投影是一个保持除有限点外所有点的角度不变的地图投影。尺寸依赖于地点，但不依赖于方向。
其例子有麥卡托投影和极射投影。

## 复分析
共形映射很重要的一组例子来自复分析。若U是一个复平面C的开集，则一个函数
f : U → C
是共形的，当且仅当它在U上是一个全纯函数，而且它的导数处处非零。若f是一个反全纯函数（也就是全纯函数的复共轭），它也保持角度，但是它会将定向反转。
黎曼映射定理是复分析最深刻的定理之一，它表明任何C的单连通非空开子集上有一个到C中的开单位圆盘的双射。

## 参看
- 共形反常
- 共形場論